# Finnische Tischtennis-Meisterschaft
Die Finnischen Tischtennis-Meisterschaften (finnisch Pöytätenniksen Suomen-mestaruuskilpailut) werden jährlich vom finnischen Tischtennisverband ausgetragen. Sie fanden erstmals 1938 statt. Am Anfang wurden in vier verschiedenen Wettbewerben um die Medaillen gekämpft: Die Herren-Einzel, die Herren-Doppel, die Damen-Einzel und die gemischten Doppel. Im Jahr 1948 kam das Damen-Doppel hinzu.

## Medaillengewinner

### Damen-Einzel
| Jahr | Gold               | Silber               | Bronze               | Bronze               |
| ---- | ------------------ | -------------------- | -------------------- | -------------------- |
| 1938 | Mary Heinonen      | Svea Eklund          | K. Hansen            | R. Grünwald          |
| 1939 | Mary Heinonen      | Else-Maj Österman    | Svea Eklund          | Hilkka Niemimaa      |
| 1940 | nicht ausgetragen  | nicht ausgetragen    | nicht ausgetragen    | nicht ausgetragen    |
| 1941 | Elina Kuittinen    | Mary Heinonen        | Högsten              | Saltzman             |
| 1942 | nicht ausgetragen  | nicht ausgetragen    | nicht ausgetragen    | nicht ausgetragen    |
| 1943 | nicht ausgetragen  | nicht ausgetragen    | nicht ausgetragen    | nicht ausgetragen    |
| 1944 | nicht ausgetragen  | nicht ausgetragen    | nicht ausgetragen    | nicht ausgetragen    |
| 1945 | Helena Grotenfelt  | Elina Kuittinen      | Doris Lindblad       | Hilkka Kompa         |
| 1946 | Helena Grotenfelt  | Birgitta Liljeberg   | Maj Karlberg         | Else-Maj Österman    |
| 1947 | Else-Maj Karhumäki | Hilkka Kompa         | Svea Eklund          | Elina Kuittinen      |
| 1948 | Hilkka Kompa       | Doris Lindblad       | Brita Nylund         | Margareta Tascheit   |
| 1949 | Doris Lindblad     | Else-Maj Karhumäki   |                      |                      |
| 1950 | Birgit von Hertzen | Elina Kuittinen      | Maj Richter          | Doris Lindblad       |
| 1951 | Doris Lindblad     | Delice Bergholm      | Elina Kuittinen      | Maj Richter          |
| 1952 | Doris Lindblad     | Annikki Ollikainen   | Else-Maj Karhumäki   | Birgit von Hertzen   |
| 1953 | Doris Lindblad     | Delice Forstén       | Else-Maj Karhumäki   | Birgit von Hertzen   |
| 1954 | Anita Spranger     | Doris Lindblad       | Annikki Ollikainen   | Helena Appelberg     |
| 1955 | Ritva Tammero      | Anita Spranger       | Birgit von Hertzen   | Annikki Ollikainen   |
| 1956 | Anita Spranger     | Ritva Hyömäki        | Sylvi Munkberg       | Ritva Tammero        |
| 1957 | Ritva Saari        | Sylvi Munkberg       | Anita Spranger       | Anneli Nyman         |
| 1958 | Anneli Nyman       | Sylvi Munkberg       | Ulla-Britt Lindholm  | Anita Spranger       |
| 1959 | Sylvi Munkberg     | Ulla-Britt Lindholm  | Margit Roos          | Raija Manner         |
| 1960 | Sylvi Munkberg     | Liisa Järvenpää      | Margit Roos          | Ritva Kyntöaho       |
| 1961 | Sylvi Munkberg     | Ritva Kyntöaho       | Liisa Järvenpää      | Margit Roos          |
| 1962 | Sylvi Munkberg     | Ritva Kyntöaho       | Marja Nurmi          | Anja Ahlgren         |
| 1963 | Liisa Järvenpää    | Sylvi Munkberg       | Anna-Greta Petterson | Leena Nikander       |
| 1964 | Liisa Järvenpää    | Sylvi Munkberg       | Leena Nikander       | Tuula Miettinen      |
| 1965 | Liisa Järvenpää    | Tuula Jaskari        | Maija Nieminen       | Leena Nikander       |
| 1966 | Liisa Järvenpää    | Anna-Greta Petterson | Maija Nieminen       | Ritva Kunnas         |
| 1967 | Liisa Järvenpää    | Maija Nieminen       | Anna-Greta Petterson | Sylvi Munkberg       |
| 1968 | Liisa Järvenpää    | Maija Nieminen       | Tuula Jaskari        | Sylvi Munkberg       |
| 1969 | Liisa Järvenpää    | Maija Nieminen       | Anja Keva            | Tuula Jaskari        |
| 1970 | Liisa Järvenpää    | Maija Nieminen       | Anja Keva            | Pirjo Rönkä          |
| 1971 | Liisa Järvenpää    | Sylvi Munkberg       | Maija Nieminen       | Ritva Kunnas         |
| 1972 | Maija Nieminen     | Liisa Järvenpää      | Tuula Jaskari        | Anja Keva            |
| 1973 | Maija Nieminen     | Liisa Järvenpää      | Auli Pukkila         | Tuula Jaskari        |
| 1974 | Liisa Järvenpää    | Maija Nieminen       | Tuula Jaskari        | Anja Merjokari       |
| 1975 | Maija Nieminen     | Tuula Jaskari        | Monica Grefberg      | Liisa Järvenpää      |
| 1976 | Monica Grefberg    | Sonja Grefberg       | Maija Nieminen       | Liisa Järvenpää      |
| 1977 | Monica Grefberg    | Sonja Grefberg       | Ulla Bäckman         | Liisa Järvenpää      |
| 1978 | Sonja Grefberg     | Monica Grefberg      | Eva Malmberg         | Maija Valtonen       |
| 1979 | Sonja Grefberg     | Monica Grefberg      | Eva Malmberg         | Ulla Bäckman         |
| 1980 | Eva Malmberg       | Sonja Grefberg       | Monica Grefberg      | Ulla Bäckman         |
| 1981 | Eva Malmberg       | Sonja Grefberg       | Monica Grefberg      | Ulla Bäckman         |
| 1982 | Eva Malmberg       | Sonja Grefberg       | Monica Grefberg      | Ulla Bäckman         |
| 1983 | Sonja Grefberg     | Eva Malmberg         | Ulla Bäckman         | Monica Grefberg      |
| 1984 | Sonja Grefberg     | Eva Malmberg         | Ulla Bäckman         | Monica Portin        |
| 1985 | Sonja Grefberg     | Anni Komulainen      | Monica Portin        | Ulla Bäckman         |
| 1986 | Sonja Grefberg     | Sari Suomalainen     | Pia Malmberg         | Johanna Kaimio       |
| 1987 | Sonja Grefberg     | Anni Komulainen      | Pia Malmberg         | Eva Malmberg         |
| 1988 | Katja Nieminen     | Sonja Grefberg       | Pia Malmberg         | Sari Suomalainen     |
| 1989 | Sonja Grefberg     | Sari Suomalainen     | Johanna Kaimio       | Anni Komulainen      |
| 1990 | Sonja Grefberg     | Anni Komulainen      | Sari Suomalainen     | Katja Nieminen       |
| 1991 | Katja Nieminen     | Johanna Kaimio       | Pia Malmberg         | Anni Komulainen      |
| 1992 | Anni Komulainen    | Sonja Forss          | Sari Suomalainen     | Johanna Kaimio       |
| 1993 | Pia Malmberg       | Sonja Forss          | Johanna Kaimio       | Sari Suomalainen     |
| 1994 | Anni Komulainen    | Sari Suomalainen     | Pia Malmberg         | Johanna Kaimio       |
| 1995 | Anni Komulainen    | Katja Nieminen       | Pia Malmberg         | Milla Valasti        |
| 1996 | Katja Nieminen     | Anni Komulainen      | Johanna Schüpbach    | Milla Valasti        |
| 1997 | Katja Nieminen     | Sari Suomalainen     | Satu Vahaluoto       | Milla Valasti        |
| 1998 | Katja Nieminen     | Linda Weckström      | Satu Karsikas        | Milla Valasti        |
| 1999 | Katja Nieminen     | Pia Malmberg         | Anne Rauvola         | Niina Aaltonen       |
| 2000 | Linda Weckström    | Janna Husari         | Satu Vahaluoto       | Anniina Hirvonen     |
| 2001 | Katja Nieminen     | Eva Malmberg-Tulonen | Satu Vahaluoto       | Linda Weckström      |
| 2002 | Katja Nieminen     | Linda Weckström      | Pia Paakkulainen     | Satu Vahaluoto       |
| 2003 | Katja Nieminen     | Pia Paakkulainen     | Noora Nieminen       | Laura Varpula        |
| 2004 | Katja Nieminen     | Svetlana Kirichenko  | Laura Varpula        | Pia Paakkulainen     |
| 2005 | Katja Nieminen     | Hanna Nyberg         | Emma Rolig           | Sofia Oláh           |
| 2006 | Katja Nieminen     | Hanna Nyberg         | Solja Virtanen       | Janina Brinaru       |
| 2007 | Katja Nieminen     | Milla Valasti        | Emma Rolig           | Hanna Nyberg         |
| 2008 | Hanna Nyberg       | Milla Valasti        | Pinja Eriksson       | Milla-Mari Vastavuo  |
| 2009 | Anni Bölenius      | Hanna Nyberg         | Jannika Oksanen      | Henrika Punnonen     |
| 2010 | Hanna Nyberg       | Pinja Eriksson       | Larisa Kogiya        | Henrika Punnonen     |
| 2011 | Anna Kirichenko    | Sannamari Bölenius   | Jannika Oksanen      | Svetlana Kirichenko  |
| 2012 | Anna Kirichenko    | Sannamari Bölenius   | Jannika Oksanen      | Pinja Eriksson       |
| 2013 | Anna Kirichenko    | Jannika Oksanen      | Pinja Eriksson       | Milla-Mari Vastavuo  |
| 2014 | Anna Kirichenko    | Jannika Oksanen      | Luo Yumo             | Elli Rissanen        |
| 2015 | Luo Yumo           | Annika Lundström     | Jannika Oksanen      | Pihla Eriksson       |
| 2016 | Annika Lundström   | Jannika Oksanen      | Anna Kirichenko      | Luo Yumo             |
| 2017 | Anna Kirichenko    | Annika Lundström     | Elli Rissanen        | Luo Yumo             |
| 2018 | Annika Lundström   | Anna Kirichenko      | Luo Yumo             | Anna-Sofia Erkheikki |
| 2019 | Anastasiia Burkova | Marina Donner        | Anna Kirichenko      | Sofie Eriksson       |
| 2020 | Luo Yumo           | Anna Kirichenko      | Ramona Betz          | Jannika Oksanen      |

### Herren-Einzel
| Jahr | Gold              | Silber            | Bronze            | Bronze             |
| ---- | ----------------- | ----------------- | ----------------- | ------------------ |
| 1938 | Åke Grönholm      | Unto Sainiona     | Aarre Nenonen     | Åke Sjölund        |
| 1939 | Åke Grönholm      | Louis London      | Rolf Biese        | Armas Korhonen     |
| 1940 | nicht ausgetragen | nicht ausgetragen | nicht ausgetragen | nicht ausgetragen  |
| 1941 | Aarre Nenonen     | Åke Grönholm      | Efraim Portnoj    | Kai Otto Donner    |
| 1942 | nicht ausgetragen | nicht ausgetragen | nicht ausgetragen | nicht ausgetragen  |
| 1943 | nicht ausgetragen | nicht ausgetragen | nicht ausgetragen | nicht ausgetragen  |
| 1944 | nicht ausgetragen | nicht ausgetragen | nicht ausgetragen | nicht ausgetragen  |
| 1945 | Rolf Biese        | Åke Grönholm      | Aarre Nenonen     | Efraim Portnoj     |
| 1946 | Åke Grönholm      | Louis London      | Aarre Nenonen     | Johan von Wright   |
| 1947 | Åke Grönholm      | Bardo Hultin      | Armas Korhonen    | Louis London       |
| 1948 | Åke Grönholm      | Rolf Biese        | Daniel Gumpler    | Armas Korhonen     |
| 1949 | Rolf Biese        | Bo-Gustaf Bergh   | Daniel Gumpler    | Leif Malmborg      |
| 1950 | Leif Malmborg     | Bo-Gustaf Bergh   | Thorvald Rundberg | Evald Lindroos     |
| 1951 | Berndt Kajetski   | Thorvald Rundberg | Ari Huttunen      | Evald Lindroos     |
| 1952 | Esa Ellonen       | Juhani Berg       | Berndt Kajetski   | Marcus Gumpler     |
| 1953 | Juhani Berg       | Kalevi Lehtonen   | Esa Ellonen       | Carl-Erik Grönholm |
| 1954 | Marcus Gumpler    | Esa Ellonen       | Pertti Saari      | Seppo Pentsinen    |
| 1955 | Seppo Pentsinen   | Pentti Tuominen   | Kalevi Lehtonen   | Ari Huttunen       |
| 1956 | Kalevi Lehtonen   | Esa Ellonen       | Seppo Pentsinen   | Kurt Carlsson      |
| 1957 | Esa Ellonen       | Kalevi Lehtonen   | Max Laine         | Pentti Tuominen    |
| 1958 | Kalevi Lehtonen   | Esa Ellonen       | Jussi Lappalainen | Lars Ekström       |
| 1959 | Kalevi Lehtonen   | Jussi Lappalainen | Max Laine         | Rainer Niemi       |
| 1960 | Pentti Kunnas     | Jussi Lappalainen | Rainer Niemi      | Seppo Pentsinen    |
| 1961 | Pentti Kunnas     | Tapio Penttilä    | Seppo Pentsinen   | Veikko Koponen     |
| 1962 | Seppo Pentsinen   | Pentti Kunnas     | Tapio Penttilä    | Kurt Carlsson      |
| 1963 | Seppo Pentsinen   | Tapio Penttilä    | Kurt Carlsson     | Pentti Tuominen    |
| 1964 | Tapio Penttilä    | Pentti Kunnas     | Seppo Aaltio      | Pentti Tuominen    |
| 1965 | Tapio Penttilä    | Pentti Kunnas     | Pentti Tuominen   | Seppo Elsinen      |
| 1966 | Tapio Penttilä    | Seppo Aaltio      | Pentti Tuominen   | Juha Hämäläinen    |
| 1967 | Lars Långstedt    | Juha Hämäläinen   | Max Laine         | Pentti Kunnas      |
| 1968 | Tapio Penttilä    | Lars Långstedt    | Seppo Elsinen     | Juha Hämäläinen    |
| 1969 | Tapio Penttilä    | Pentti Tuominen   | Robert Ådahl      | Christer Leidenius |
| 1970 | Juha Hämäläinen   | Tapio Penttilä    | Pentti Tuominen   | Max Laine          |
| 1971 | Seppo Elsinen     | Lars Långstedt    | Tapio Simonen     | Pentti Tuominen    |
| 1972 | Max Laine         | Tapio Penttilä    | Juha Hämäläinen   | Seppo Elsinen      |
| 1973 | Seppo Elsinen     | Max Laine         | Håkan Nyberg      | Juha Hämäläinen    |
| 1974 | Martti Autio      | Juha Hämäläinen   | Seppo Elsinen     | Matti Lappalainen  |
| 1975 | Seppo Elsinen     | Håkan Nyberg      | Juha Hämäläinen   | Harry Serlo        |
| 1976 | Jarmo Jokinen     | Martti Autio      | Jukka Ikonen      | Juha Hämäläinen    |
| 1977 | Jarmo Jokinen     | Jukka Ikonen      | Martti Autio      | Seppo Elsinen      |
| 1978 | Jarmo Jokinen     | Jukka Ikonen      | Martti Autio      | Seppo Elsinen      |
| 1979 | Martti Autio      | Jarmo Jokinen     | Matti Kurvinen    | Jukka Ikonen       |
| 1980 | Jarmo Jokinen     | Martti Autio      | Jouni Pukkila     | Jukka Ikonen       |
| 1981 | Jarmo Jokinen     | Jukka Ikonen      | Matti Kurvinen    | Matti Nyyssönen    |
| 1982 | Stefan Söderberg  | Jukka Ikonen      | Kari Kuusiniemi   | Mika Pyykkö        |
| 1983 | Jarmo Jokinen     | Mika Pyykkö       | Matti Kurvinen    | Jukka Ikonen       |
| 1984 | Jarmo Jokinen     | Stefan Söderberg  | Mika Pyykkö       | Martti Autio       |
| 1985 | Jarmo Jokinen     | Stefan Söderberg  | Mika Pyykkö       | Jukka Ikonen       |
| 1986 | Jarmo Jokinen     | Stefan Söderberg  | Matti Seiro       | Jukka Ikonen       |
| 1987 | Jarmo Jokinen     | Matti Seiro       | Mika Pyykkö       | Stefan Söderberg   |
| 1988 | Mika Pyykkö       | Stefan Söderberg  | Janne Kontala     | Matti Seiro        |
| 1989 | Mika Pyykkö       | Pasi Valasti      | Jukka Ikonen      | Matti Seiro        |
| 1990 | Juha Päivärinta   | Mika Pyykkö       | Janne Kontala     | Linus Eriksson     |
| 1991 | Pasi Valasti      | Juha Päivärinta   | Mika Pyykkö       | Matti Seiro        |
| 1992 | Linus Eriksson    | Pasi Valasti      | Aki Kontala       | Juha Päivärinta    |
| 1993 | Pasi Valasti      | Juha Päivärinta   | Aki Kontala       | Linus Eriksson     |
| 1994 | Pasi Valasti      | Linus Eriksson    | Aki Kontala       | Juha Päivärinta    |
| 1995 | Linus Eriksson    | Pasi Valasti      | Mika Räsänen      | Aki Kontala        |
| 1996 | Linus Eriksson    | Pasi Valasti      | Juha Päivärinta   | Aki Kontala        |
| 1997 | Linus Eriksson    | Pasi Valasti      | Aki Kontala       | Mika Räsänen       |
| 1998 | Linus Eriksson    | Aki Kontala       | Mika Räsänen      | Jukka Ikonen       |
| 1999 | Linus Eriksson    | Pasi Valasti      | Aki Kontala       | Mika Räsänen       |
| 2000 | Pasi Valasti      | Aki Kontala       | Mika Räsänen      | Linus Eriksson     |
| 2001 | Pasi Valasti      | Aki Kontala       | Manu Karjalainen  | Linus Eriksson     |
| 2002 | Tom Lundström     | Pasi Valasti      | Linus Eriksson    | Mika Räsänen       |
| 2003 | Pasi Valasti      | Aki Kontala       | Mika Räsänen      | Linus Eriksson     |
| 2004 | Mika Räsänen      | Aki Kontala       | Linus Eriksson    | Pasi Valasti       |
| 2005 | Pasi Valasti      | Aki Kontala       | Eero Aho          | Tom Lundström      |
| 2006 | Pasi Valasti      | Mika Räsänen      | Mika Tuomola      | Aki Kontala        |
| 2007 | Timo Tamminen     | Pasi Valasti      | Benedek Oláh      | Mika Tuomola       |
| 2008 | Mika Räsänen      | Timo Tamminen     | Pasi Valasti      | Benedek Oláh       |
| 2009 | Pasi Valasti      | Mika Räsänen      | Benedek Oláh      | Timo Tamminen      |
| 2010 | Mika Räsänen      | Benedek Oláh      | Timo Tamminen     | Pasi Valasti       |
| 2011 | Benedek Oláh      | Mika Räsänen      | Timo Tamminen     | Pasi Valasti       |
| 2012 | Benedek Oláh      | Mika Räsänen      | Toni Soine        | Samuli Soine       |
| 2013 | Benedek Oláh      | Roope Kantola     | Otto Tennilä      | Mika Räsänen       |
| 2014 | Benedek Oláh      | Pasi Valasti      | Roope Kantola     | Otto Tennilä       |
| 2015 | Roope Kantola     | Mika Räsänen      | Timo Tamminen     | Toni Soine         |
| 2016 | Benedek Oláh      | Roope Kantola     | Pasi Valasti      | Samuli Soine       |
| 2017 | Benedek Oláh      | Mika Räsänen      | Pasi Valasti      | Roope Kantola      |
| 2018 | Benedek Oláh      | Alex Naumi        | Samuli Soine      | Roope Kantola      |
| 2019 | Benedek Oláh      | Alex Naumi        | Miikka O’Connor   | Samuli Soine       |
| 2020 | Benedek Oláh      | Miikka O’Connor   | Lauri Laane       | Alex Naumi         |